# Pequeña Mancha Oscura

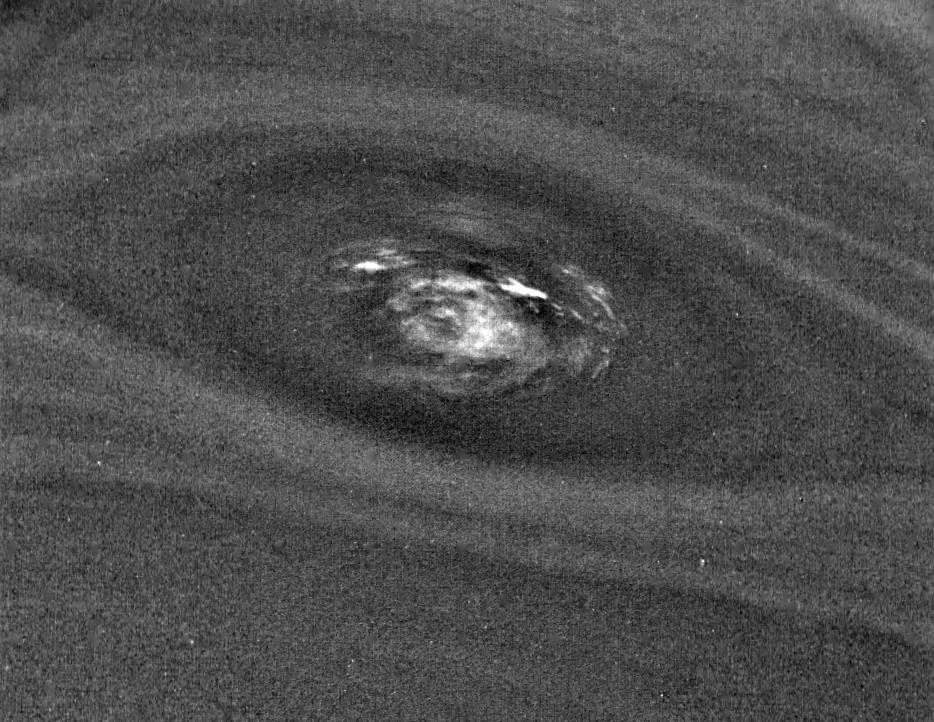
Una vista en alta resolución de la Pequeña Mancha Oscura de Neptuno.

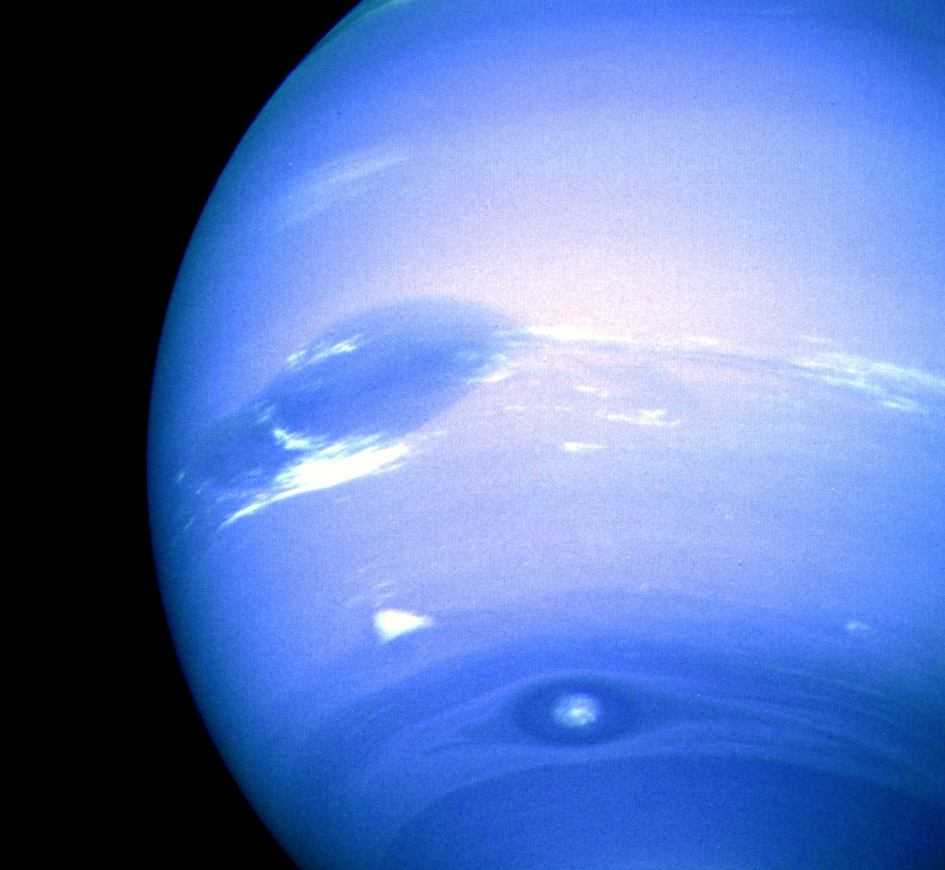
Gran Mancha Oscura de Neptuno (arriba), Scooter (nube blanca en medio), y la Pequeña Mancha Oscura de Neptuno (abajo).

La Pequeña Mancha Oscura, a veces también llamada Mancha Oscura 2 o el Ojo del Mago, era una tormenta ciclonica presente en el planeta Neptuno. Fue la segunda tormenta ciclónica austral más grande del planeta en 1989, momento en el que la sonda espacial Voyager 2 pasó cerca del planeta. Cuando el telescopio espacial Hubble observó Neptuno en 1994, la tormenta había desaparecido.

## Historia
La Pequeña Mancha Oscura fue descubierta en 1989 por la sonda espacial Voyager 2 junto con la Gran Mancha Oscura y Scooter. La Pequeña Mancha Oscura se encontró a una latitud de 54° sur mientras giraba hacia el este alrededor de Neptuno con un período de 16.1 horas. A diferencia de la Gran Mancha Oscura (que tiene algunas de las velocidades de viento medidas más altas en el sistema solar), no se tomaron datos de velocidad del viento para la Pequeña Mancha Oscura. La mancha también se observó sin ninguna "nube acompañante" blanca presente alrededor de sus bordes, nuevamente en contraste con la Gran Mancha Oscura. Cuando la NASA apuntó el telescopio espacial Hubble hacia Neptuno en 1994, ambas manchas gigantes ya no estaban presentes.

## Características físicas
El apodo de "Ojo del Mago" dado a esta tormenta proviene de sus características distintivas que crean una apariencia llamativa parecida a un ojo. En general, la Pequeña Mancha Oscura es significativamente más pequeña pero del mismo orden de magnitud que la Gran Mancha Oscura y gira unos 30° más al sur y con un período de aproximadamente 2 horas más corto que la tormenta más grande.
El óvalo oscuro de esta tormenta que creó el contorno general de la forma similar a un ojo se formó por un vórtice que giraba en el sentido de las agujas del reloj y absorbía la atmósfera hacia el centro del planeta. Esta acción de empujar la atmósfera hacia abajo creó un agujero en la capa superior de nubes de metano de Neptuno y le dio a la tormenta su tono azul más oscuro. También estaban presentes dentro de la región oscura de la tormenta líneas de banda nítidas que potencialmente indicaban fuertes vientos invisibles, a pesar de que nunca se habían tomado mediciones exactas.
La brillante región central que representa la pupila con forma de ojo fue formada por nubes blancas de hielo de metano que surgieron del centro de la tormenta. Dentro del caos de estas nubes centrales hay algunas estructuras más grandes, incluida una forma de "V" distintiva en el lado este de la tormenta que indica la rotación que se cree que tiene la tormenta en el sentido de las agujas del reloj. Estas nubes están compuestas del mismo hielo de metano que forma nubes similares llamadas "nubes compañeras" presentes cerca de los bordes de otras grandes tormentas del planeta; sin embargo, la Pequeña Mancha Oscura no tenía ninguna de estas nubes compañeras aparentes en su observación de 1989. Además, no se observaron nubes compañeras en la región de la mancha en la observación del planeta de 1994.

## Desaparición
Después de ser observado por la Voyager 2 en 1989, el planeta no volvió a ser observado en alta resolución hasta que el telescopio espacial Hubble dirigió su vista hacia él en 1994. En 1994 y en observaciones posteriores, aparentemente ambas grandes tormentas habían desaparecido. La tormenta que provocó la Gran Mancha Oscura; sin embargo, es posible que haya continuado a menor altitud, como lo demuestra la persistencia de las nubes compañeras de la tormenta. La Pequeña Mancha Oscura no tenía ninguna nube compañera para juzgar la supervivencia de la tormenta que la causó. Si bien un mecanismo conjeturado para la desintegración y muerte de los grandes vórtices en Neptuno es su aproximación al ecuador, esta tormenta (al igual que otras) también se podría haber descompuesto debido a mecanismos inexplicables de la atmósfera de Neptuno.